# Emmanuel Issoze-Ngondet
Emmanuel Issoze-Ngondet (Makokou, 2 de abril de 1961 - Libreville, 11 de junho de 2020) foi
um diplomata e político gabonês. Foi primeiro-ministo do Gabão entre 2016 e 2019.